# ユーロネクスト・アムステルダム
ユーロネクスト・アムステルダム（Euronext Amsterdam）は、オランダ・アムステルダムにある証券取引所。ユーロネクストが運営している。

## 沿革

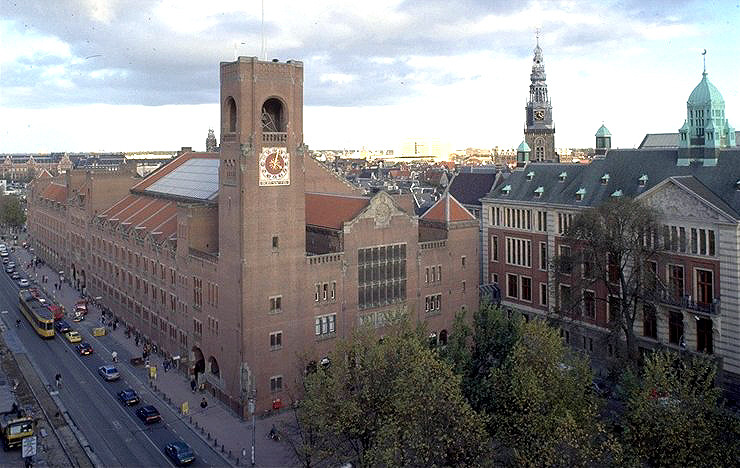
左側がBeurs van Berlage（旧アムステルダム証券取引所）、右側がBeursplein 5（ユーロネクスト・アムステルダム）

アムステルダムの証券取引所は、世界で最古の証券取引所であると考えられている。1602年、かつて有価証券を取引するために設立された取引所の名称を変更の上、オランダ東インド会社によって、株券や債券を売買するために設立された。「Beurs van Berlage」の呼称で、ダム広場に近いダムラック通り沿いに長く位置してきた。
2000年9月、ブリュッセル証券取引所・パリ証券取引所との経営統合により、ユーロネクストが設立され、同社の運営となって以降、ユーロネクスト・アムステルダムの名称で呼ばれるようになった。現在の取引所はダムラック通り沿いではなく、Beurs van Berlageから小路を隔てた東側の、建築家のジョス・キュイパーズ（Jos Cuypers）の設計により、1914年1月2日に完成した「Beursplein 5」と呼ばれる建物（ユーロネクストの本社と同居）が利用されている。

## 相場
AEX指数は、ユーロネクスト・アムステルダムで取引されるオランダのプライム市場の主要25企業で構成する時価総額加重平均型の株価指数である。他に、中型株指数であるAMX Index、小型株指数のAScX Index、全株指数のAEX All-Share Indexなどがある。

## 立会時間
通常の立会時間は土曜・日曜・取引所の定める休みを除き、平日午前9時から午後5時40分まで（日本時間：16:00 - 23:40）。

## 所在地
- 住所：Postbus 19163 1000 GD Amsterdam

アクセス
- トラム 4,9,24系統 ダム停留所